# Biosphärenreservat Southwest Nova
Das Biosphärenreservat Southwest Nova (gelegentlich auch Biosphärenregion Southwest Nova; englisch Southwest Nova Biosphere Reserve, französisch Réserve de la biosphère du Sud-ouest de la Nouvelle-Écosse) ist ein im Jahr 2001 von der UNESCO, im Rahmen des Programms Der Mensch und die Biosphäre (englisch Man and the Biosphere Programme (MAB)), anerkanntes Biosphärenreservat. Es liegt im Südwesten der kanadischen Provinz Nova Scotia. Die verschiedenen Schutzzonen des Biosphärenreservates gruppieren sich um den Kejimkujik-Nationalpark im Südwesten der Nova-Scotia-Halbinsel.
Das Biosphärenreservat Southwest Nova ist eines von derzeit 19 Biosphärenreservaten in Kanada und neben dem Biosphärenreservat Bras d’Or Lake eins von zwei dieser Schutzgebiete in der Provinz.
Das Gebiet des Biosphärenreservates umgibt den Kejimkujik-Nationalpark sowie die Tobeatic Wilderness Area. Dabei erstreckt sich das Schutzgebiet über die fünf südwestlichen Countys (Annapolis, Digby, Queens, Shelburne, Yarmouth) auf der Halbinsel. Außerdem liegt es im traditionellen Siedlungsgebiet der Mi’kmaq. Weiterhin umfasste das Biosphärenreservat auch mehrere der Provincial Parks in Nova Scotia, sowie weitere Schutzgebiete (Wilderness Areas).